# Alcis aeglophanes
Alcis aeglophanes là một loài bướm đêm trong họ Geometridae.